# Percy Noble (officier britannique)
Pour les articles homonymes, voir Percy Noble et Noble (homonymie).
Percy Lockhart Harnam Noble (16 janvier 1880 – 25 juillet 1955) était un officier de la Royal Navy qui a servi durant les deux guerres mondiales.
Amiral et Commandant en chef des Atterrages occidentaux pendant les deux années cruciales de la Seconde Guerre mondiale, il est ensuite affecté aux États-Unis en tant que chef de la délégation de l'amirauté de la Royal Navy.

## Carrière navale
Fils d'un officier de l'armée indienne, il suit des études à l'académie d'Edimbourg avant de rejoindre la Royal Navy le 15 janvier 1894.
Nommé Lieutenant le 1er avril 1902, Noble fut affecté sur le cuirassé HMS Hannibal, opérant dans la Channel Fleet. Il servit dans la Grand Fleet pendant la Première Guerre mondiale. De 1918 à 1925, il commanda les croiseurs HMS Calliope et HMS Calcutta, puis le cuirassé HMS Barham avant d'être nommé officier supérieur de la marine à Harwich en 1925. Il commanda ensuite le HMS St Vincent (en) basé à Forton (Gosport) à partir de 1927. Il fut ensuite directeur des équipements navals à partir de 1931 avant de reprendre la mer à la tête du 2e escadron de croiseurs en 1932. Il retourna ensuite dans l'Amirauté en tant que Fourth Sea Lord en 1935, avant d'être affecté en tant que commandant en chef de la China Station en 1938.

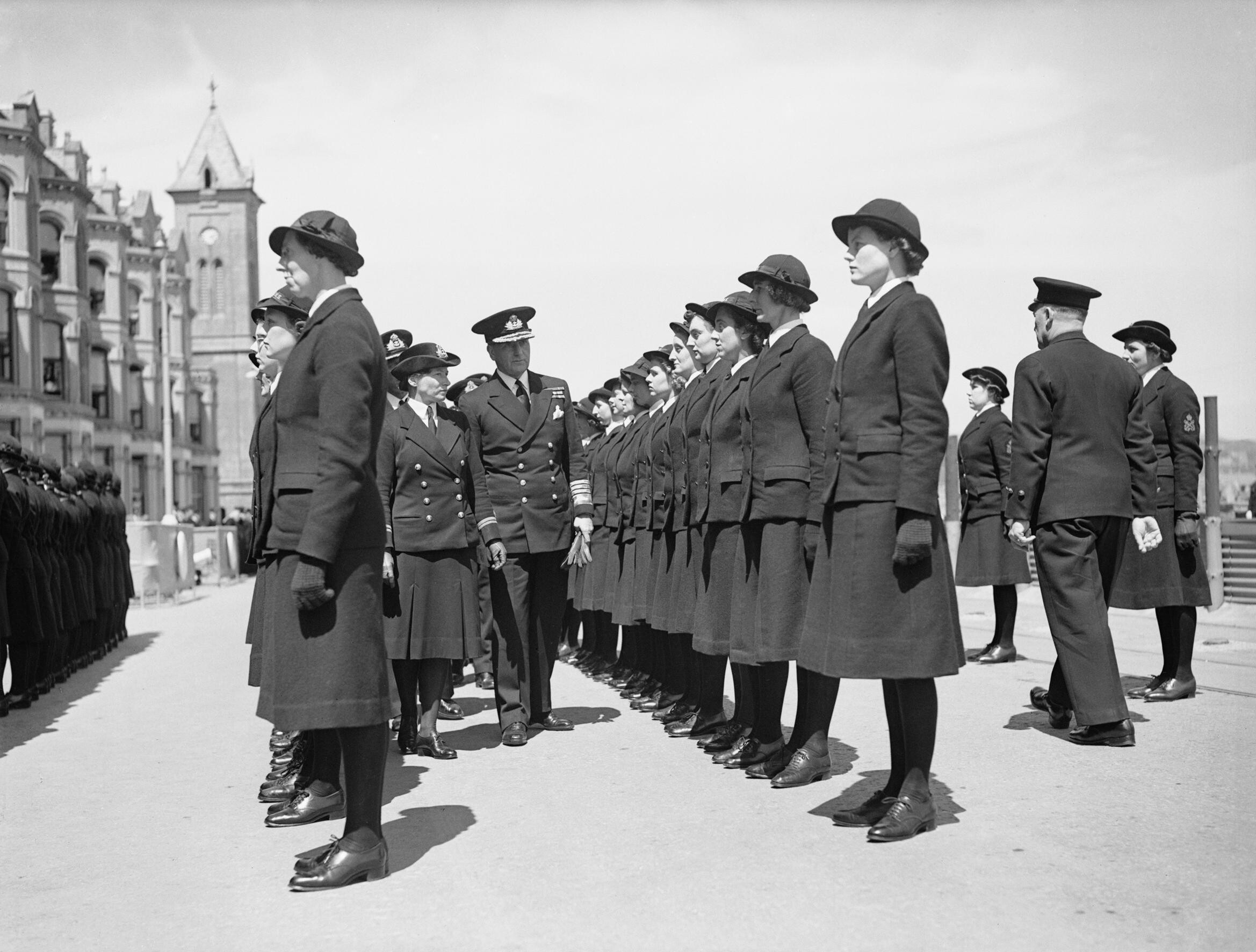
Sir Percy Noble inspectant la WRNS lors d'une visite au HMS Valkyrie, établissement d'entraînement naval sur l'île de Man.

À son retour à Londres, l'amiral Noble fut nommé Commandant en chef des Atterrages occidentaux du début de 1941 à novembre 1942, siégeant à Derby House, à Liverpool. Son travail consistait à réorganiser les groupes d'escorte et les méthodes d'escorte, notamment pour les convois partant pour l'Arctique. 
Il succéda à l'amiral Sir Andrew Cunningham en tant que chef de la délégation navale britannique à Washington DC en 1942, avant de quitter le service naval en 1945. En reconnaissance, Noble reçut le titre de Contre-amiral du Royaume-Uni (nomination honorifique) le 19 juin 1945.

## Famille
En 1907, Noble épouse Diamantina Isabella, fille unique d'Allan Campbell. Elle est décédée en 1909, ayant un fils nommé Sir Allan Noble. En 1913, il épousa en secondes noces Celia Emily (plus tard Lady Noble), fille de Robert Kirkman Hodgson DL et de Lady Nora. Ensemble ils auront un fils, Charles Noble.
Un mémorial en l'honneur de l'amiral fut placé dans le couloir du chœur nord de la cathédrale de Liverpool en 1957.

## Promotions et décorations

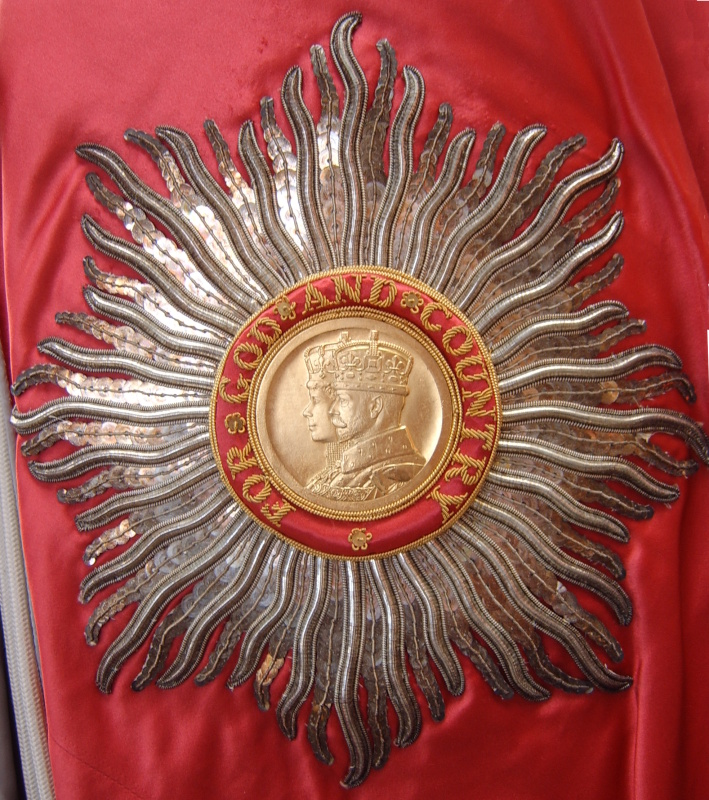
GBE breast star

- Ordre de l'Empire britannique 1944
- Ordre du Bain 1936 (CB 1932)
- Ordre royal de Victoria 1920 (MVO 1901)
- Legion of Merit (États-Unis) 1946
- Ordre de Saint-Olaf 1948
- Ordre national de la Légion d'honneur (France) 1948
- Ordre de Dannebrog (Danemark) 1948
- Contre-amiral du Royaume-Uni 1945
  - Diplôme honorifique de l'Université de Liverpool et de l'Université Queen's de Belfast